# Zbislava Kijevska
Zbislava Kijevska (ukrajinsko Збислава Святополківна, Zbislava Svjatopolkina, rusko Сбыслава Святополковна, Zbislava Svjatopolkovna, poljsko Zbysława kijowska) je bila princesa iz kijevske dinastije Rurikidov in s poroko z Boleslavom III. Krivoustim velika vojvodinja Poljske, * ok. 1085/1090, † 1114.
Zbislava je bila hčerka kijevskega velikega kneza Svjatopolka Izjaslaviča in njegove prve žene, ki je bila po podatkih nekaterih zgodovinarjev přemyslidska princesa.

## Življenje
Boleslav III. Krivousti se je med spopadi s svojim polbratom Zbigniewom povezal s Kijevsko Rusijo in Ogrsko. Zavezništvo z velikim kijevskim knezom je utrdil s svojo zaroko s knezovo najstarejšo hčerko Zbislavo. Ruska Primarna kronika omenja, da je Zbislava odšla na Poljsko 16. novembra 1102. Poročila se je verjetno leta 1102 ali na začetku leta 1103. 
V zakonu je rodila samo enega znanega sina, Vladislava II. Izgnanca, rojenega leta 1105, in hčerko, morda Judito, rojeno okoli leta 1111, poročeno z muromskim knezom Vsevolodom Davidovičem.
Datum njene smrti je negotov in predmet obsežnih razprav.

## Opombi
1. ↑  Domnevo, da je bila prva žena Svjatopolka II. češka princesa, je predstaviil zgodovinar Aleksandr Nazarenko. Po njegovem mnenju poljske kronike navajajo, da je bilo za Zbislavino poroko potrebno pridobiti papeževo dovoljenje,  ker sta bila z ženinom bližnja sorodnika. Soglasje bi bilo razumljivo, če je bil Svjatopolk II. resnično sin Gertrude Poljske. Nazarenko hkrati opozarja na "Gertrudin molitvenik", v katerem je zapis Prince Yaropolkunicus filius meus (knez Jaropolk, moj edini sin), kar bi pomenilo, da je bil Svjatopolk II. njen nezakonski otrok. V tem primeru bi moralo bližnje sorodstvo  med Zbislavo in Svjatopolkom potekati po ženski liniji: med Boleslavom III.,  sinom češke princese Judite, in Zbislavino materjo, prvo ženo Svjatopolka II. To dejstvo omogočalo Nazarenku, da je sklepal o poreklu in identiteti te ženske. Z njegovega vidika je bila hči češkega vojvode Spytihneva II. (umrl 1061) in njegove žene Idi, sestre Dedija I., mejnega grofa Saške Ostmarke, katerega pastorka Kunigunda Orlamündejska se je poročila s knezom Jaropolkom, bratom SvjatopolkaII.[1]
2. ↑  Gallus Anonimus omenja rojstvo drugega Boleslavovega in Zbislavinega sina. Sodobni zgodovinarji so prepričani, da ta otrok ni nikoli obstajal. Oswald Balzer je njegovo rojstvo umestil v leti 1107/1108.[3]